# Papa Innocenzo V
Innocenzo V, nato Pierre de Tarentaise, italianizzato in Pietro di Tarantasia (Champagny-en-Vanoise o La Salle, 1224 o 1225 – Roma, 22 giugno 1276), è stato il 185º papa della Chiesa cattolica dal 21 gennaio 1276 alla morte. Fu il primo pontefice appartenente all'Ordine domenicano ed è stato beatificato da papa Leone XIII nel 1898.

## Biografia

### Teologo domenicano

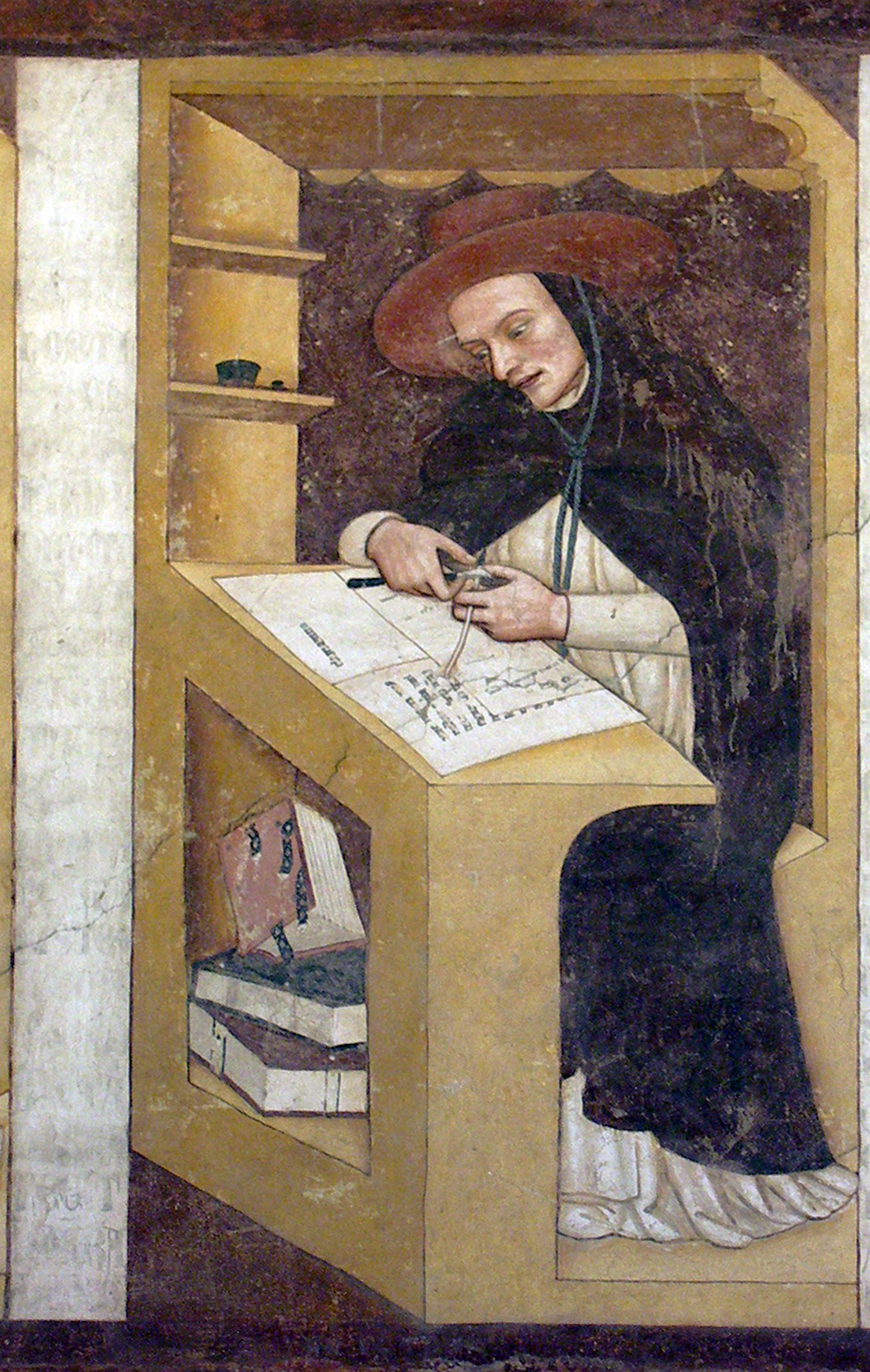
Ritratto di Pietro di Tarantasia in abito domenicano e cappello cardinalizio.

Nacque tra il 1224 ed il 1225, probabilmente nel villaggio di Champagny-en-Vanoise, presso Moûtiers,  nella valle della Tarantasia, in Savoia; peraltro, secondo una suggestiva ipotesi segnalata anche da storici francesi, potrebbe essere nato sul versante italiano delle Alpi, nel villaggio di Écours, appartenente al comune valdostano di La Salle. Entrò nell'Ordine domenicano intorno al 1240 nel convento di Lione, che era frequentato dai più noti religiosi del tempo. Nel 1255 fu mandato presso lo Studium del Convento di S. Giacomo a Parigi, dove conseguì il titolo di magister in teologia nel 1259, anno in cui, insieme a confratelli del calibro di Tommaso d'Aquino ed Alberto Magno, curò la riorganizzazione delle università dell'Ordine domenicano.
Sempre nel 1259 gli fu affidata, presso l'Università di Parigi, la celebre «Cattedra dei francesi» che gli diede grande notorietà, tanto da fargli guadagnare il titolo di Doctor famosissimus. Nel 1268, dietro espressa richiesta di Clemente IV, predicò la crociata con grande passione. Due volte provinciale dei domenicani di Francia nel 1264-1267 e 1269-1272, proprio nel 1272 papa Gregorio X, che lo aveva conosciuto molti anni prima nell'ateneo parigino e che aveva con lui rapporti di stima e di amicizia, lo fece eleggere arcivescovo di Lione e l'anno successivo lo creò cardinale vescovo con titolo di Ostia e Velletri.
Ebbe un importante ruolo nel corso del secondo Concilio di Lione, convocato da Gregorio X nel 1274, anche in ragione del suo incarico di arcivescovo della città lionese; proprio in funzione di questa carica fu Pietro a tenere l'elogio funebre di Bonaventura da Bagnoregio, morto improvvisamente durante il concilio. Terminati i lavori nel luglio 1274, Pietro fu molto vicino a papa Gregorio nei mesi successivi, quando il papa incontrò Alfonso X di Castiglia (Beaucaire, maggio 1275) e Rodolfo I d'Asburgo (Losanna, ottobre 1275); così, alla morte di Gregorio X ad Arezzo nel gennaio 1276, i cardinali riuniti nella chiesa di San Domenico celebrarono il conclave secondo le regole della costituzione apostolica Ubi Periculum, ed elessero papa al primo scrutinio il teologo domenicano, che scelse il nome pontificale di Innocenzo V (21 gennaio 1276).

### Pontificato
Mentre si recava a Roma, il nuovo pontefice ebbe un lungo incontro a Viterbo tra il 7 ed il 12 febbraio con Carlo d'Angiò, che nei giorni successivi confermò nelle cariche di Senatore di Roma (ovvero governatore dell'Urbe) e vicario di Toscana, mentre, su consiglio del sovrano angioino, rinviò l'incoronazione di Rodolfo d'Asburgo, in attesa della restituzione delle Romagne. Uomo di notevole sapienza e religiosità, modesto e buono, non aveva grande esperienza di politica e diplomazia e si lasciò consigliare dall'Angiò, anche se si impegnò per pacificare l'Italia dai molti conflitti che la attraversavano.
L'idea che comunque dominò il suo breve pontificato fu, nella scia del suo predecessore, quella della crociata per liberare la Terrasanta, come indica chiaramente il suo documento programmatico Fundamentum aliud; in questa ottica vanno visti i suoi sforzi finalizzati alla riunificazione con la Chiesa di Bisanzio ed i contatti con Michele VIII Paleologo, in prosecuzione di quanto fatto da papa Gregorio X durante il secondo Concilio di Lione. Mentre però si faceva sempre più serrata la pressione angioina sul pontefice, questi morì, abbastanza all'improvviso, a Roma il 22 giugno 1276, dopo soli cinque mesi di regno. Qualche tempo più tardi, durante il pontificato di Giovanni XXI, i suoi resti furono sepolti nella Basilica di San Giovanni in Laterano. Purtroppo il sepolcro venne distrutto ed i resti furono dispersi in occasione di un grave terremoto che colpì la Basilica nel XVIII secolo.
Papa Innocenzo V, nel corso del suo pontificato, non creò alcun cardinale.
Papa Innocenzo V fu beatificato da papa Leone XIII il 14 marzo 1898, per conferma del culto ab immemorabili; la sua memoria religiosa cade il 22 giugno.

## Opere

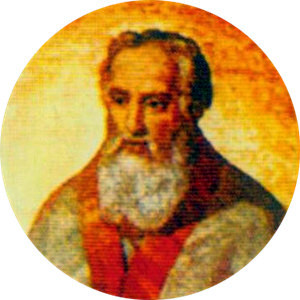
Ritratto di papa Innocenzo V nella Basilica di San Paolo fuori le mura.

Teologo di notevole spessore, fu un autore molto fertile e scrisse, tra l'altro, anche opere di filosofia, diritto canonico, etica, che lo fecero chiamare Doctor famosissimus. Molti suoi lavori sono andati perduti; tra quelli ancora reperibili vanno ricordati:
- Commento alle Sentenze di Pier Lombardo, del 1257-1259;
- Postilla Dedi te in lucem gentium, sulle Lettere di Paolo, anteriore al 1264;
- Quaestio de lege et praeceptis, del 1268;
- 37 Quaestiones quodlibetales, scritte tra il 1268 ed il 1269;
- Diversi sermoni di varie epoche.

## Curiosità
Il conclave che elesse papa Innocenzo V fu quello col maggior numero di futuri papi, ben cinque su 13 cardinali (38,5%):
- Pietro di Tarantasia, Innocenzo V (1276)
- Ottobono Fieschi, Adriano V (1276)
- Pietro Juliani, Giovanni XXI (1276-1277)
- Giangaetano Orsini, Niccolò III (1277-1280)
- Giacomo Savelli, Onorio IV (1285-1287).